# Сан-Клементе (Чили)
Сан-Клементе  (исп. San Clemente ) — город в Чили. Административный центр одноимённой коммуны. Население — 13398 человек (2002).   Город и коммуна входит в состав провинции Талька и области Мауле.
Территория — 4 504 км². Численность населения — 43 269 жителя (2017). Плотность населения — 9,61 чел./км².

## Расположение
Город расположен в 20 км на юго-восток от административного центра области города Талька.
Коммуна граничит:
- на севере — c коммунами Пеларко, Рио-Кларо
- на северо-востоке — c коммуной Молина
- на востоке — с провинциями Мендоса (Аргентина), Неукен (Аргентина)
- на юге — c коммуной Кольбун
- на западе — c коммунами Мауле, Талька

## Демография
Согласно сведениям, собранным в ходе переписи 2017 г  Национальным институтом статистики (INE),  население коммуны составляет:
| Полное население                          | Полное население                          | Полное население                          | Полное население                          | Полное население                          | 43 269 |
| ----------------------------------------- | ----------------------------------------- | ----------------------------------------- | ----------------------------------------- | ----------------------------------------- | ------ |
| в том числе:                              | Городское население                       | 21 666                                    | Процент городского населения, %           | 50,07                                     |        |
|                                           | Сельское население                        | 21 603                                    | Процент сельского населения, %            | 49,93                                     |        |
|                                           | Мужское население                         | 21 677                                    | Процент мужского населения, %             | 50,10                                     |        |
|                                           | Женское население                         | 21 592                                    | Процент женского населения, %             | 49,90                                     |        |
| Плотность населения, чел/км²              | Плотность населения, чел/км²              | Плотность населения, чел/км²              | Плотность населения, чел/км²              | Плотность населения, чел/км²              | 9,61   |
| Население коммуны в % к населению области | Население коммуны в % к населению области | Население коммуны в % к населению области | Население коммуны в % к населению области | Население коммуны в % к населению области | 4,14   |

### Важнейшие населенные пункты коммуны
- Сан-Клементе (город) — 13398 жителей
- Кери (поселок) — 1241 жителей